# Stanisław Odachowski
Stanisław Odachowski herbu Nałęcz – ciwun ejragolski w latach 1772-1773, ciwun Dyrwian Małych w latach 1756-1772, ciwun  pojurski w latach 1752-1756, marszałek Księstwa Żmudzkiego w konfederacji Czartoryskich 1764 roku, marszałek Trybunału Głównego Wielkiego Księstwa Litewskiego w 1772 roku, starosta botocki.

## Życiorys
Poseł na sejm 1762 roku z Księstwa Inflanckiego. Członek Komisji Wojskowej Wielkiego Księstwa Litewskiego w 1764 roku. Był elektorem Stanisława Augusta Poniatowskiego w 1764 roku z Księstwa Żmudzkiego. Poseł Księstwa Żmudzkiego na Sejm Czaplica 1766 roku.